# Relations entre l'Union soviétique et le Saint-Siège
 (mars 2021).
Si vous disposez d'ouvrages ou d'articles de référence ou si vous connaissez des sites web de qualité traitant du thème abordé ici, merci de compléter l'article en donnant les références utiles à sa vérifiabilité et en les liant à la section « Notes et références ».

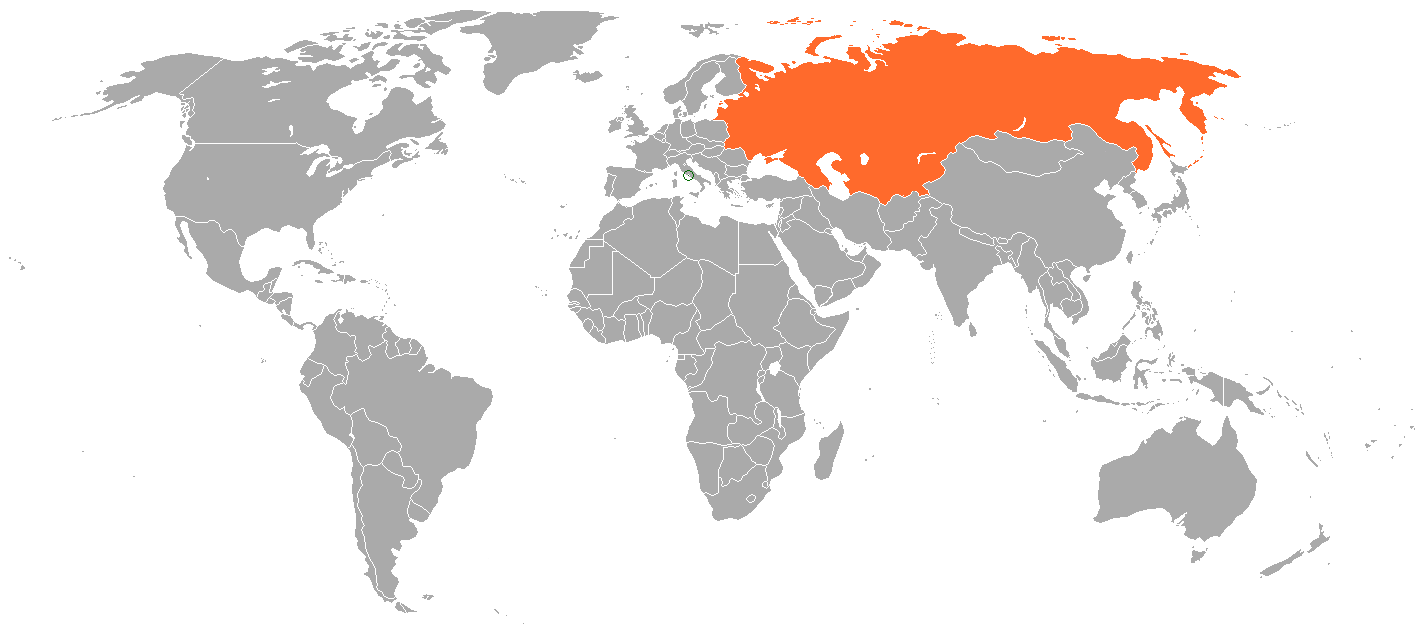
Carte de l’Union des républiques socialistes soviétiques après la Seconde Guerre mondiale.

Les relations entre l'Église catholique et l'Union soviétique ont été marquées par des désaccords idéologiques de longue date. Dans le cadre de son Ostpolitik, le Saint-Siège a tenté d'entrer dans un dialogue pragmatique avec les dirigeants soviétiques pendant les pontificats de Jean XXIII et de Paul VI. Dans les années 1990, la politique diplomatique du pape Jean-Paul II a été citée comme l'un des principaux facteurs ayant conduit à la dissolution de l'Union soviétique.

## Tensions accrues: 1917 à 1958

### Benoît XV
La fin de la Première Guerre mondiale a provoqué un bouleversement révolutionnaire, que Benoît XV avait prévu dans sa première encyclique. Avec la Révolution russe, le Saint-Siège a été confronté à une situation inédite : une idéologie et un gouvernement qui rejetaient non seulement l'Église catholique, mais aussi la religion dans son ensemble. 

### Pie XI
Inquiet de la persécution des chrétiens en Union soviétique, Pie XI a chargé le nonce berlinois Eugenio Pacelli de travailler secrètement sur les arrangements diplomatiques entre le Vatican et l'Union soviétique. Pacelli a négocié des livraisons de nourriture et a rencontré des représentants soviétiques, y compris le ministre des Affaires étrangères Georgi Chicherin, qui a rejeté tout type d'éducation religieuse et l'ordination de prêtres et d'évêques, mais a proposé des accords sans les points vitaux pour le Vatican. Malgré le pessimisme du Vatican et le manque de progrès visibles, Pacelli a poursuivi les négociations secrètes jusqu'à ce que Pie XI ordonne leur interruption en 1927 parce qu'elles ne produisaient aucun résultat et étaient dangereuses pour l'Église si elles étaient rendues publiques.
La « dure persécution aboutissant à la quasi annihilation totale du clergé, des moines, des nonnes et des autres personnes associées à l'Église » a continué jusque dans les années 1930. En plus d'exécuter et d'exiler de nombreux clercs, moines et laïcs, la confiscation des instruments de l'Église «pour les victimes de la famine» et la fermeture des églises étaient courantes. Cependant, selon un rapport officiel basé sur le recensement de 1936, environ 55% des citoyens soviétiques se sont identifiés ouvertement comme religieux, et d'autres ont peut-être dissimulé leur croyance. 
Pie XI a décrit le manque de réaction à la persécution des chrétiens dans des pays comme l'Union soviétique, le Mexique, l'Allemagne et l'Espagne comme une "conspiration du silence". En 1937, il publia l'encyclique Divini Redemptoris, qui condamnait le communisme et le régime soviétique. " Il a nommé un jésuite français pour aller en Union soviétique et consacrer secrètement des évêques catholiques secrets. C'était un échec puisque la plupart d'entre eux se sont retrouvés dans des goulags ou ont été tués par le régime communiste.

### Pie XII
Le pontificat de Pie XII s'est heurté à des obstacles particuliers. Dans les années 1930, les condamnations publiques de ses prédécesseurs n'avaient pas dissuadé les autorités soviétiques de persécuter toutes les Églises chrétiennes comme hostiles au marxisme-léninisme, à des fins d'éradication de la religion dans ce pays. En 1940, après que l'Allemagne eut occupé l'ouest de la Pologne, l'Union soviétique annexa l'est de la Pologne, ainsi que les pays baltes, y compris la Lituanie à majorité catholique.
Deux mois après son élection en 1939, dans Singolari animi, une lettre adressée à la congrégation de l'Église d'Orient, Pie XII rapporta à nouveau les persécutions de la foi catholique en Union soviétique. Trois semaines plus tard, alors qu'il honorait la mémoire de saint Vladimir à l'occasion du 950e anniversaire de son baptême, il accueillit les prêtres et évêques ruthènes et les membres de la colonie russe à Rome. Presque immédiatement, les Églises catholiques unies d'Arménie, d'Ukraine et de Ruthénie ont été attaquées.
Après la Seconde Guerre mondiale, l'Église orthodoxe russe a bénéficié d'une relative liberté du gouvernement, mais ce ne fut pas le cas des Églises catholiques orientales, unies à Rome. Leurs dirigeants ont subi une pression intense pour rompre avec Rome et s'unir à Moscou. Le pape Pie s'est adressé spécifiquement à l'Église catholique ruthène d'Ukraine. L'encyclique Orientales omnes Ecclesias est un résumé des relations entre les Églises orientales et Rome jusqu'aux persécutions de 1945.

## Dialogue: 1958 à 1978

### Jean XXIII
La brève papauté de Jean XXIII a été marquée par des tentatives de réconciliation avec l'Église orthodoxe russe dans l'espoir de réduire les tensions avec l'Union soviétique et de contribuer à la paix dans le monde. Le Concile Vatican II n'a pas condamné le communisme ni même mentionné dans ce que certains ont appelé un accord secret entre le Saint-Siège et l'Union soviétique. Dans Pacem in terris, Jean XXIII a également cherché à empêcher la guerre nucléaire et a tenté d'améliorer les relations entre l'Union soviétique et les États-Unis. Il a entamé une politique de dialogue avec les dirigeants soviétiques pour rechercher les conditions dans lesquelles les catholiques orientaux pourraient trouver un soulagement de la persécution.

### Paul VI
Le pape Paul VI a poursuivi la politique de dialogue de Jean XXIII avec les dirigeants soviétiques pour réduire les persécutions contre les chrétiens locaux. Sa politique a été appelée Ostpolitik parce qu'elle ressemblait étroitement à des politiques similaires adoptées par certains pays d'Europe occidentale comme l'Allemagne de l'Ouest. Il a reçu le ministre des Affaires étrangères Andrei Gromyko et le président du Présidium du Soviet suprême Nikolai Podgorny en 1966 et 1967 au Vatican.

## Jean-Paul II et l'effondrement de l'Union soviétique: 1978 à 1991
On attribue depuis longtemps à Jean-Paul II un rôle déterminant dans la chute du communisme en Europe orientale catholique. En février 2004, le pape a même été nommé pour un prix Nobel de la paix pour honorer le travail de sa vie dans la lutte contre le communisme et pour aider à remodeler le monde après l'effondrement de l'Union soviétique. Cependant, il y a eu beaucoup de débats parmi les historiens sur ce point. Alors que la plupart des chercheurs conviennent que son intervention a eu une influence sur la fin du régime du Parti communiste polonais, son rôle dans l'effondrement de l'Union soviétique reste discuté. Les historiens divergent également sur l'importance de l'influence de Jean-Paul II, par opposition à celle d'autres facteurs économiques et politiques. Ainsi, il est nécessaire d'étudier l'importance relative du rôle de Jean-Paul II dans l'effondrement du communisme d'Europe de l'Est en analysant les événements historiques de son élection à la papauté en 1978 jusqu'à l'effondrement de l'Union soviétique en 1991.
Le 16 octobre 1978, Karol Wojtyla est devenu le premier pape polonais, et le premier cardinal non italien à être élu à la papauté en plus de quatre siècles. Les Polonais se sont réjouis de la nouvelle.
Ayant vécu à la fois sous les régimes nazi et soviétique, le nouveau pape était inébranlable dans son opposition à ces deux idéologies. Alors que le Vatican s'était toujours officiellement opposé au communisme en raison de son athéisme, Jean-Paul II n'a pas tardé à faire de son opposition théologique une politique active de confrontation. Dans sa première encyclique, il a identifié la liberté religieuse comme le droit humain primordial et a soutenu qu'il était du devoir de l'Église de protéger ce droit. Simultanément, il a rejeté la diplomatie d'apaisement menée par les dirigeants de l'Église qui avaient adopté la politique d'Ostpolitik, ou une négociation discrète avec les dirigeants communistes.[source insuffisante]
Malgré les avertissements de Léonid Brejnev, lui intimant de ne pas s'immiscer dans les affaires de la Pologne, Jean-Paul II s'est rendu dès 1979 dans sa patrie, où trois millions de personnes sont venues dans la capitale pour le saluer. Le pape a célébré la messe sur la place de la Victoire à Varsovie, qui était généralement réservée aux événements parrainés par l'État. Dans le chantier naval Lénine, Jean-Paul II a tenu une messe à la mémoire des ouvriers polonais tués lors d'une grève en 1970. L'historien John Lewis Gaddis a identifié la visite papale de 1979 comme «le déclencheur qui a conduit à l'effondrement du communisme dans le monde» en raison de son effet profond sur le moral du peuple polonais.
Le syndicat Solidarność, né en Pologne en 1980 sous la direction de Lech Wałęsa, a marqué l'émergence du mouvement, soutenu par Jean-Paul II, qui a défendu publiquement les grévistes et a ordonné à l'Église polonaise de les aider dans un message à Stefan Wyszyński. La plupart des mouvements révolutionnaires polonais antérieurs étaient de nature laïque, mais Solidarność était centré sur les symboles de la croix, du chapelet et de la Vierge.
En janvier 1981, Walesa s'est rendu à Rome, a rencontré le pape pour la première fois et a reçu sa reconnaissance et son soutien officiels.
Le 13 mai 1981 sur la place Saint-Pierre, Jean-Paul II a été touché par balle quatre fois, le frappant à l'abdomen et à la main gauche, par Mehmet Ali Ağca. De nombreux chercheurs ont affirmé que cette tentative d'assassinat faisait partie d'un complot de l'Union soviétique, mais cette théorie n'a jamais été prouvée. Si cela est vrai, la tentative d'assassinat révélerait les craintes soviétiques sur l'influence du pape dans le bloc de l'Est et son aide aux contestataires polonais.
Au départ, les communistes polonais ont résisté aux rebelles de Solidarność et emprisonné de nombreux dirigeants du mouvement entre 1981 et 1983, mais le mouvement a gagné plus de pouvoir et donc plus de légitimité. En conséquence, en 1989, des tables rondes ont eu lieu entre les dirigeants de Solidarność, les communistes soviétiques et l'Église catholique. En 1990, Walesa a été élu président de la Pologne et a entamé des réformes économiques à grande échelle. En 1992, les troupes soviétiques ont commencé à quitter la Pologne. Cette tendance s'est accompagnée de manifestations et de révoltes dans plusieurs autres États sous contrôle soviétique.
L'interaction entre le pape et le président américain Ronald Reagan reste en débat. Les deux dirigeants ont maintenu une correspondance régulière et se sont rencontrés à Rome en juin 1982 et en juin 1987, ce qui a amené de nombreux historiens à croire que la coopération des deux dirigeants renforçait la cause anticommuniste. Cependant, d'autres historiens, comme George Weigel, ont soutenu que les deux hommes menaient des politiques indépendantes.
Le 1er décembre 1989, le pape a rencontré le dirigeant soviétique Mikhaïl Gorbatchev. C'était la première fois qu'un pape catholique rencontrait un dirigeant soviétique. Les deux dirigeants sont convenus d'établir des relations diplomatiques entre le Vatican et l'Union soviétique. Gorbatchev s'est également engagé à permettre une plus grande liberté religieuse au sein de l'Union soviétique. Beaucoup ont vu la réunion comme la fin symbolique du conflit philosophique entre l'Union soviétique et le Vatican. 
Même si le pape était avant tout un chef religieux, son action a eu des conséquences politiques importantes. Jean-Paul II a utilisé son identité polonaise pour provoquer l'effondrement du régime communiste dans son pays. Toutefois, la réalité de son influence dans le reste de l'Europe de l'Est et au sein de l'Union soviétique est moins claire. Les efforts des dirigeants anticommunistes, tels que Jean-Paul II et le Ronald Reagan, n'ont pas rendu la chute de l'Union soviétique inéluctable. Cependant, les deux dirigeants ont précipité la fin de la guerre froide et la chute du communisme en Europe de l'Est.